# Achaemenes ambalavensis
Achaemenes ambalavensis är en insektsart som beskrevs av Synave 1965. Achaemenes ambalavensis ingår i släktet Achaemenes och familjen kilstritar. Inga underarter finns listade i Catalogue of Life.